# ماتیا کژمن
ماتیا کژمن (صربی: Mateja Kežman؛ زادهٔ ۱۲ آوریل ۱۹۷۹) یک بازیکن فوتبال اهل صربستان است.